# SN 2002dk
SN 2002dk – supernowa typu Ia odkryta 13 czerwca 2002 roku w galaktyce NGC 6616. W momencie odkrycia miała maksymalną jasność 18,00m.